# Otto Laub
Hardenach Otto Conrad Laub (6. august 1805 i Frørup på Fyn – 27. maj 1882 i København) var en dansk biskop, søn af Hieronymus Laub, bror til Vilhelm Frederik Laub og far til Ditlev Laub.

## Virke
Laub blev 1824 student fra Roskilde Katedralskole og 1830 cand. theol., til alle sine eksamener fik han udmærkelse. I fire år var han alumnus på Borchs Kollegium, 1834-45 var han sognepræst i Ryslinge, 1845-54 i Brahetrolleborg og Krarup. 
Laubs fader var biskop Mynsters nære ven, og Laub var hele sit liv nøje knyttet til den konservative kirkelige retning, som Mynster grundlagde i den danske kirke, uden at han dog nogen sinde gjorde afslag på sin personlighed. 
Laub havde større sympatisk forståelse af opvækkelsesretningerne end sine meningsfæller i almindelighed. I 1854 blev Laub biskop over Viborg Stift, hvilken stilling han beklædte, indtil sygdom 1878 nødte ham til at tage sin afsked. 
Laub har sets som en af den danske kirkes mest sympatiske bispeskikkelser, myndig og værdig, med kærlig forståelse af store og små; han brevvekslede med sin gamle røgter Christian og med Sjællands biskop Martensen (Laub's Breve, I-III, 1885-87), og til begge stod han i fortroligt venskabsforhold. 
Laub virkede mest ved samtaler og breve, enkelte gange udsendte han et skrift om kirkelige stridsspørgsmål. Ved universitetets 400 års-fest 1879 blev Laub dr. theol.
Otto Laub blev Ridder af Dannebrog 1854, Dannebrogsmand 1856 og Kommandør af 2. grad 1867. 
Laub er begravet på Viborg Kirkegård.

## Gengivelser
Der findes et portrætmaleri af August Jerndorff fra 1875 i Viborg Domkirke; træsnit derefter samme år. Maleri af Ernst Laub 1862. Litografi af Edvard Fortling efter fotografi. Træsnit af Georg Pauli. Portrætteret på træsnit fra 1882 af H.P. Hansen (sammen med andre).